# Brava Tour
Brava Tour è il quarto tour della cantante argentina Lali Espósito, nel quale presenta il suo terzo album in studio da solista: Brava.

## Concerti
| Data              | Città                    | Stato       | Luogo                                                     |             |             |             |             |
| Sud America       | Sud America              | Sud America | Sud America                                               | Sud America | Sud America | Sud America | Sud America |
| ----------------- | ------------------------ | ----------- | --------------------------------------------------------- | ----------- | ----------- | ----------- | ----------- |
| 23 agosto 2018    | Buenos Aires             | Argentina   | Luna Park                                                 |             |             |             |             |
| 24 agosto 2018    | Buenos Aires             | Argentina   | Luna Park                                                 |             |             |             |             |
| 31 agosto 2018    | Córdoba                  | Argentina   | Quality Espacio                                           |             |             |             |             |
| 1 settembre 2018  | Rosario                  | Argentina   | Teatro El Círculo                                         |             |             |             |             |
| 8 settembre 2018  | Santa Fe                 | Argentina   | Teatro ATE Casa España                                    |             |             |             |             |
| 9 settembre 2018  | Rafaela                  | Argentina   | Teatro Manuel Belgrano                                    |             |             |             |             |
| 13 settembre 2018 | San Juan                 | Argentina   | Teatro Sarmiento                                          |             |             |             |             |
| 15 settembre 2018 | Mendoza                  | Argentina   | Teatro Plaza                                              |             |             |             |             |
| 30 settembre 2018 | Hurlingham               | Argentina   | Predio Municipalidad                                      |             |             |             |             |
| 5 ottobre 2018    | Salta                    | Argentina   | Teatro Provincial                                         |             |             |             |             |
| 6 ottobre 2018    | San Miguel de Tucumán    | Argentina   | Teatro Mercedes Sosa                                      |             |             |             |             |
| 13 ottobre 2018   | Mar del Plata            | Argentina   | Teatro Radio City                                         |             |             |             |             |
| 19 ottobre 2018   | Santiago del Cile        | Cile        | Teatro Teletón                                            |             |             |             |             |
| 17 novembre 2018  | Montevideo               | Uruguay     | Teatro de Verano                                          |             |             |             |             |
| 25 novembre 2018  | La Plata                 | Argentina   | Plaza Moreno                                              |             |             |             |             |
| 16 dicembre 2018  | Río Gallegos             | Argentina   | Polideportivo Boxing Club                                 |             |             |             |             |
| 10 gennaio 2019   | Los Antiguos             | Argentina   | General Carrera Lake                                      |             |             |             |             |
| 14 gennaio 2019   | Mar del Plata            | Argentina   | Parque Camet                                              |             |             |             |             |
| 17 gennaio 2019   | Pinamar                  | Argentina   | Auditorio Playa                                           |             |             |             |             |
| 26 gennaio 2019   | Andalgalá                | Argentina   | Predio del Festival                                       |             |             |             |             |
| 27 gennaio 2019   | Dipartimento di Albardón | Argentina   | Parque Latinoamericano (parte della "Fiesta de Albardón") |             |             |             |             |
| 6 febbraio 2019   | Mar del Plata            | Argentina   | Teatro Radio City                                         |             |             |             |             |
| 11 febbraio 2019  | Neuquén                  | Argentina   | Paseo de la Costa                                         |             |             |             |             |
| 9 marzo 2019      | Cipolletti               | Argentina   | Predio del Festival                                       |             |             |             |             |
| 31 marzo 2019     | Buenos Aires             | Argentina   | Hipódromo de San Isidro                                   |             |             |             |             |
| 20 aprile 2019    | Bahía Blanca             | Argentina   | Ingeniero White Port                                      |             |             |             |             |
| Asia              |                          |             |                                                           |             |             |             |             |
| 18 settembre 2019 | Tel Aviv                 | Israele     | Heichal HaTarbut                                          |             |             |             |             |
| Europa            |                          |             |                                                           |             |             |             |             |
| 20 settembre 2019 | Barcellona               | Spagna      | Sala Bikini                                               |             |             |             |             |
| 21 settembre 2019 | Madrid                   | Spagna      | Sala Cool                                                 |             |             |             |             |
| Sud America       |                          |             |                                                           |             |             |             |             |
| 29 settembre 2019 | Rio De Janeiro           | Brasile     | Barra park                                                |             |             |             |             |
| Nord America      |                          |             |                                                           |             |             |             |             |
| 26 ottobre 2019   | San Antonio              | USA         | Wolf Stadium                                              |             |             |             |             |
| 30 ottobre 2019   | New York                 | USA         | Le Poisson                                                |             |             |             |             |
| 1 novembre 2019   | Nashville                | USA         | The Cowan                                                 |             |             |             |             |
| 3 novembre 2019   | Chicago                  | USA         | Mansion                                                   |             |             |             |             |
| 7 novembre 2019   | Washington               | USA         | Howard                                                    |             |             |             |             |

## Scaletta
Questa set list è quella eseguita durante lo show del 23 agosto 2018 a Buenos Aires, Argentina.
1. "OMG!"
2. "A Bailar"
3. "Histeria"
4. "Irresistible"
5. "Soy"
6. "Besarte Mucho"
7. "Somos Amantes"
8. "Salvaje"
9. "Sin Querer Queriendo"
10. "Mi Mala (Remix)"
11. "Boomerang" Template:Small
12. "Mi Religión"
13. "Mil Años Luz"
14. "Asesina" Template:Small
15. "Reina"
16. "Unico"
17. "Vuelve a Mi"
18. "100 Grados"
19. "Tu Revolución"
20. "Bomba"
21. "Caliente"
22. "Mi Última Canción"
23. "Una Na"
24. "Tu Sonrisa"
25. "Cielo Salvador"
26. "Cree en Mí"
27. "Del Otro Lado"
28. "Ego"
29. "No Estoy Sola"
30. "Amor Es Presente"
31. "Tu Novia"